# Odczyn Wassermanna
Odczyn Wassermanna – odczyn nieswoisty wykonywany w diagnostyce kiły. mający obecnie znaczenie historyczne (został wycofany w 1976 r.) z uwagi na jego niespecyficzny charakter (był w zasadzie odczynem antykardiolipinowym, a nie przeciwkrętkowym). Oparty jest na wiązaniu dopełniacza i wykrywa immunoglobuliny G.
Nazwa eponimiczna odczynu upamiętnia Augusta Wassermanna, który go opisał w 1906 roku.